# 君へ。
『君へ。』（きみへ。）は、幸修司の『風の残響』を原作とする日本映画。2011年9月24日公開。
キャッチコピーは「大切な人が突然消えた。」

## 概要
失踪した幼馴染を思い続ける青年の切ないラブストーリー。監督は西村晋也。主演は桐山漣。プロデュース・脚本は才士真司。撮影は戸田義久。企画はシネマコード。

## キャスト
- 本間晃治 - 桐山漣（大学院生）、杉山翔哉（小学生）、栗田将輝（中学生）
- 蓮田謙一（小夜子の父） - 戸田昌宏
- 蓮田小夜子 - 瓜生美咲（中学生）、松岡日菜（小学生）
- 沢井良（大学院生） - 鈴木雄貴
- 野田和美 - 伴杏里、三浦由衣（中学生）
- 片岡雄介（中学校教師） - 山中崇
- 鈴木貴之（中学生） - 井之脇海
- 佐藤夏海（大学院生） - 愛未
- 南谷希美（病院の看護士） - 田村愛
- 佐竹（晃治の中学校時代のクラスメイト、和美の夫） - 小谷建仁
- 蓮田静子（小夜子の母） - 粟田麗
- 本間敦子（晃治の母） - 山下容莉枝

## スタッフ
- 監督 - 西村晋也
- 撮影 - 戸田義久
- 照明 - 木津俊彦
- 録音 - 森慶太
- 編集 - 西村晋也、金子誠二郎
- プロデュース、脚本 - 才士真司
- プロデューサー - 松本治朗
- 音楽 - BIGBELL
- 原作 - 幸修司「風の残響」
- 企画 - シネマコード
- 配給宣伝 - キュリオスコープ
- 宣伝プロデューサー - 古賀ゆきえ
- 製作著作 - 「君へ。」製作委員会

## 主題歌
- 文菜「君へ。」

作詞、作曲： - 文菜 / 編曲 - 内山貴洋